# Arara-vermelha

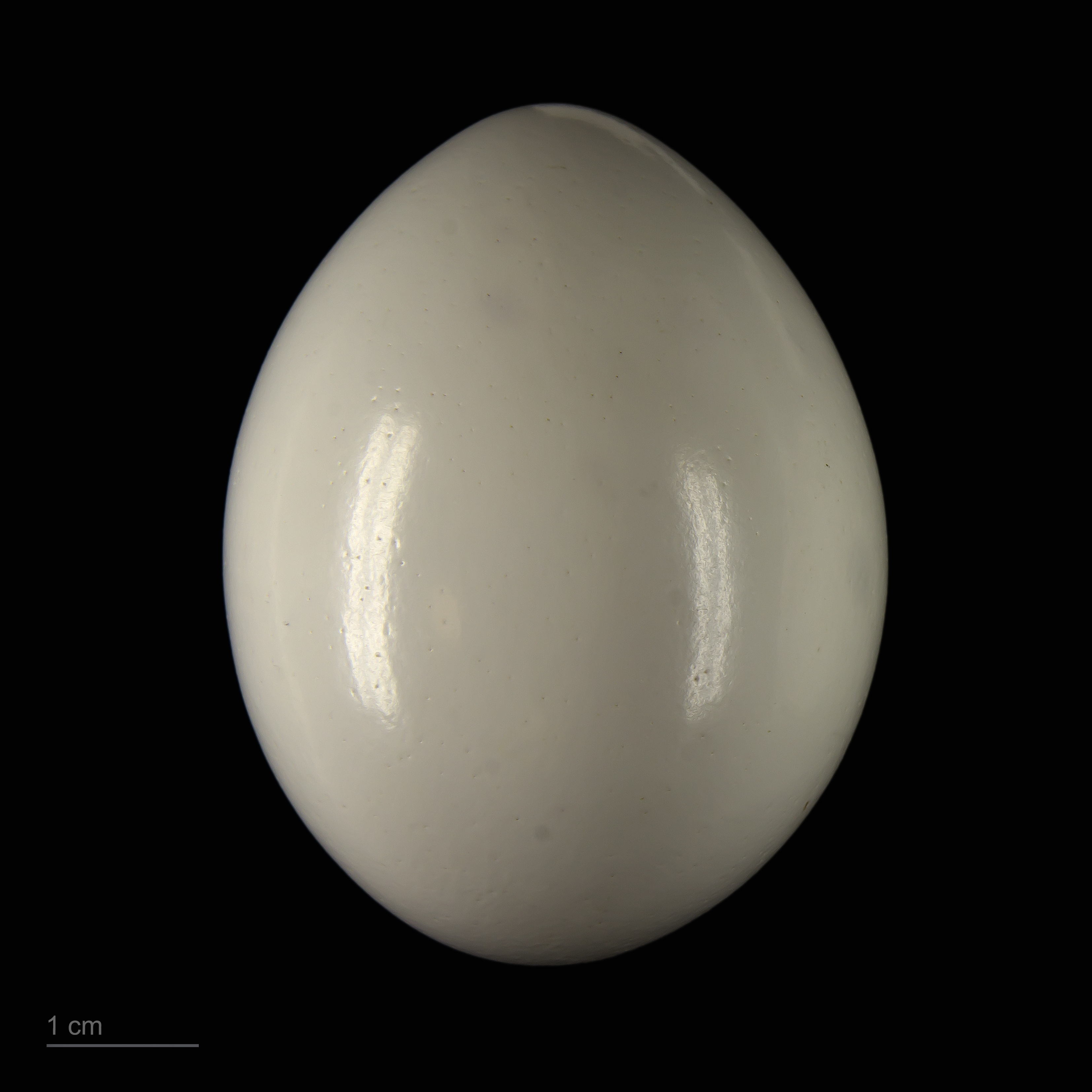
Ara chloropterus - MHNT

A arara-vermelha ou arara-vermelha-grande (nome científico: Ara chloropterus) é uma espécie de ave psitaciforme, nativa das florestas do Panamá, Brasil, Paraguai e Argentina. Sua alimentação é baseada em sementes, frutas e coquinhos.

## Etimologia
"Arara" vem do tupi a'rara. O epíteto específico chloropterus deriva do grego chlōrós ("verde-claro" ou "verde-amarelado") e pterón ("asa"), fazendo referência à plumagem nas asas do animal.
=CONCATENATE("O nome ",E2066, " é o selecionado como nome vernáculo técnico para a espécie ",D2066," pelo Comitê Brasileiro de Registros Ornitológicos (CBRO).")

## Descrição
A arara-vermelha mede até noventa centímetros de comprimento e pesa até 1,5 quilogramas. Cada postura é composta por ovos de cinco centímetros, incubados por 29 dias.
O ninho dessa arara é feito em ocos de árvores, mas ela também se aproveita de buracos em paredes rochosas para colocar os ovos, os quais são chocados apenas pela fêmea, que fica no ninho. Quem cuida de garantir a alimentação tanto da fêmea como dos filhotes é o macho, que, nessa espécie, é fiel, mantendo a mesma companheira durante a vida inteira.

## Ocorrência
No Brasil ocorre desde a Amazônia até oeste do Piauí, Bahia, Minas Gerais, Mato Grosso, Mato Grosso do Sul e São Paulo. Assim como a arara-canindé, também vive na cidade de Campo Grande. A observação de bandos de araras-vermelhas expandindo e migrando está tornando possível a ocorrência desta espécie na divisa dos estados de Mato Grosso do Sul, São Paulo e Paraná, onde já era considerada extinta.